# Platypalpus cruralis
Platypalpus cruralis är en tvåvingeart som först beskrevs av Collin 1961.  Platypalpus cruralis ingår i släktet Platypalpus och familjen puckeldansflugor. Inga underarter finns listade i Catalogue of Life.